# .asia
.asia est un domaine de premier niveau commandité d'Internet.
Ce domaine sert de domaine régional aux compagnies, aux organismes, et aux individus basés dans la région de l'Asie, de l'Australie et du Pacifique.
Le domaine a été approuvé par ICANN le 19 octobre 2006. Il est géré par DotAsia. 
Il est possible depuis le 26 mars 2008 d'enregistrer un sous-domaine dans le domaine  .asia si vous disposez d'une adresse dans l'un des 73 pays couverts par la zone de cette extension. Les pays de cette zone sont :
| Afghanistan (.AF)           | Antarctique (.AQ)                | Arménie (.AM)                   | Australie (.AU)        |
| Azerbaïdjan (.AZ)           | Royaume de Bahreïn (.BH)         | Bangladesh (.BD)                | Bhutan (.BT)           |
| Brunei Darussalam (.BN)     | Cambodge (.KH)                   | Chine (.CN)                     | Îles Christmas (.CX)   |
| Îles Cocos (Keeling) (.CC)  | Îles Cook (.CK)                  | Chypre (.CY)                    | Fiji (.FJ)             |
| Géorgie (.GE)               | Île Heard et îles McDonald (.HM) | Hong-Kong (.HK)                 | Inde (.IN)             |
| Indonésie (.ID)             | Irak (.IQ)                       | Iran (.IR)                      | Israël (.IL)           |
| Japon (.JP)                 | Jordanie (.JO)                   | Kazakhstan (.KZ)                | Kiribati (.KI)         |
| Corée du Nord (.KP)         | Corée du Sud (.KR)               | Koweït (.KW)                    | Kyrgyzstan (.KG)       |
| Laos (.LA)                  | Liban (.LB)                      | Macao (.MO)                     | Malaisie (.MY)         |
| Maldives (.MV)              | Îles Marshall (.MH)              | Micronésie (.FM)                | Mongolie (.MN)         |
| Myanmar (.MM)               | Nauru (.NR)                      | Nepal (.NP)                     | Nouvelle-Zélande (.NZ) |
| Île de Niué (.NU)           | île Norfolk (.NF)                | Oman (.OM)                      | Pakistan (.PK)         |
| République des Palaos (.PW) | Territoires Palestiniens (.PS)   | Papouasie-Nouvelle-Guinée (.PG) | Philippines (.PH)      |
| État du Qatar (.QA)         | Samoa (.WS)                      | Royaume d'Arabie saoudite (.SA) | Singapour (.SG)        |
| Îles Salomon (.SB)          | Sri Lanka (.LK)                  | Syrie (.SY)                     | Taiwan (.TW)           |
| Tadjikistan (.TJ)           | Turkménistan (.TM)               | Thaïlande (.TH)                 | Timor oriental (.TL)   |
| Îles Tokelau (.TK)          | Tonga (.TO)                      | Turquie (.TR)                   | Turkménistan (.TM)     |
| Tuvalu (.TV)                | Émirats arabes unis (.AE)        | Ouzbékistan (.UZ)               | Vanuatu (.VU)          |
| Viêt Nam (.VN)              | Yémen (.YE)                      |                                 |                        |

Le domaine de premier niveau national .as est associé aux Samoa américaines, bien qu'il accepte des domaines d'individus et d'organisations non liés à ce territoire.